# Alderano Cibo
Alderano Cibo (16 de julho de 1613 - 22 de julho de 1700) foi um cardeal pertencente à família ducal de Massa e Carrara, Deão do Sagrado Colégio dos Cardeais e Secretário da Secretaria Apostólica.

## Biografia
Filho de Carlos I Cybo-Malaspina, príncipe de Massa e marquês de Carrara, e Brigida Spinola. Seu sobrenome também é listado como Cybo(-Malaspina). Parente dos Cardeais Lorenzo Cibo de' Mari  (1489); Inocêncio Cybo (1513), e Camilo Cybo (1729), descendia, na linha masculina, do Papa Inocêncio VIII (através do filho legítimado deste, Franceschetto Cybo) e, por meio de sua avó Marfisa d'Este, do Papa Alexandre VI, (através da filha deste Lucrecia Borgia).
Como era costume em sua família, ele e vários de seus irmãos e irmãs foram iniciados na carreira eclesiástica. Em vez disso, sua irmã mais velha, Veronica (1611-1691), foi casada em Florença com o marquês Jacopo Salviati (1607-1672) e esteve de alguma forma envolvida no assassinato brutal da amante de Salviati, Caterina Canacci (1608-1633), sem no entanto ser submetida a qualquer investigação dada a importância da sua família.
Alderano foi a Roma muito jovem e en 1641 tornou-se um "prelado doméstico" do Papa Urbano VIII (1623-1644) e um referendário dos Tribunais da Assinatura Apostólica da Justiça e da Graça. Em 1644 ele foi nomeado "majordomo papal" e prefeito do Palácio Sagrado pelo novo Papa Inocêncio X.

## Cardinalato
Criado cardeal-presbítero no consistório de 6 de março de 1645, recebeu o barrete cardinalício e o título de Santa Pudenciana em 24 de abril de 1645. Foi Superintendente geral do Estado Papal.

## Episcopado
Eleito bispo de Jesi em 24 de abril de 1656. Passou para o título de Santa Praxedes em 30 de janeiro de 1668. Resignou-se como bispo de Jesi em 10 de dezembro de 1671. Torna-se Secretário da Secretaria Apostólica em 23 de setembro de 1676, exercendo o cargo até 12 de agosto de 1689.
Foi legado papal (governador) em Avinhão, entre 1677 e 1690 (como já havia sido em Urbino, Romandiola e Ferrária). Passou para o título de São Lourenço em Lucina em 13 de setembro de 1677, quando se torna cardeal protopresbítero. Passa para a ordem dos cardeais-bispos e para a sé suburbicária de Palestrina em 6 de fevereiro de 1679. Passa para a suburbicária de Frascati em 8 de janeiro de 1680. Em 15 de fevereiro de 1683, passa para a suburbicária de Porto e Santa Rufina. Foi secretário da Sagrada Congregação da Suprema Inquisição Romana e Universal, entre 1683 e 1700. Passa para a suburbicária de Óstia e Velletri, próprio do decano do Sacro Colégio dos Cardeais em 10 de novembro de 1687.
Faleceu em 22 de julho de 1700 em Roma. Foi velado e sepultado no túmulo de sua família na igreja de Santa Maria del Popolo.

## Conclaves
- Conclave de 1655 – participou da eleição do Papa Alexandre VII.
- Conclave de 1667 – participou da eleição do Papa Clemente IX.
- Conclave de 1669-1670 – participou da eleição do Papa Clemente X.
- Conclave de 1676 - participou da eleição do Papa Inocêncio XI.
- Conclave de 1689 - participou como decano da eleição do Papa Alexandre VIII.
- Conclave de 1691 - participou como decano da eleição do Papa Inocêncio XII.